# جانيت جونسون
جانيت جونسون (بالإنجليزية: Janet Ramsey Johnson)‏ هي ممثلة أسترالية، ولدت في 29 نوفمبر 1914 بأديلايد في أستراليا، وتوفيت في 18 ديسمبر 1983.

## وصلات خارجية
- جانيت جونسون على موقع IMDb (الإنجليزية)
- جانيت جونسون على موقع قاعدة بيانات الفيلم (الإنجليزية)